# İbrahim Kaş
İbrahim Kaş (Karabük, Turquía, 20 de septiembre de 1986) es un jugador de fútbol turco que actualmente juega en el Kastamonuspor de Turquía.

## Selección nacional
Ha sido internacional con la selección de fútbol de Turquía, ha jugado 7 partidos internacionales.

## Clubes
| Club                       | País    | Año       |
| -------------------------- | ------- | --------- |
| Beşiktaş                   | Turquía | 2004-2008 |
| Kocaelispor (cedido)       | Turquía | 2005-2006 |
| Getafe CF                  | España  | 2008-2011 |
| Beşiktaş (cedido)          | Turquía | 2009-2010 |
| Bursaspor                  | Turquía | 2011-2013 |
| Mersin İdmanyurdu (cedido) | Turquía | 2011-2012 |
| Orduspor (cedido)          | Turquía | 2012-2013 |
| Elazığspor                 | Turquía | 2013-2014 |
| Gaziantep BB               | Turquía | 2014-2015 |
| Karşıyaka                  | Turquía | 2016      |
| Kastamonuspor              | Turquía | 2017      |
| Silivrispor                | Turquía | 2017-2018 |
| Eyüpspor                   | Turquía | 2018-2019 |
| Kastamonuspor              | Turquía | 2019-     |